# Ассис Алмейда, Жаиро де
Жаиро де Ассис Алмейда (порт.-браз. Jairo de Assis Almeida; 27 марта 1904, Муриаэ — 10 ноября 1987, Бразилиа) — бразильский футболист, нападающий.

## Карьера
Жаиро родился в семье Лауделино Вернека де Алмейды и Амелии де Ассис. У него было одиннадцать братьев и сестёр — Мария Жозе Ассис Алмейда, Виржиния Ассис Алмейда, Амелия Вернек де Алмейда, Апаресида де Ассис Алмейда, Дулсе де Ассис Алмейда, Элвира Ассис Алмейда, Жадер де Ассис Алмейда, Жайме Ассис Алмейда, Лусия де Ассис Алмейда, Рут Ассис Алмейда, Зелия Ассис Алмейда. Он родился в Муриаэ, но переехал в Белу-Оризонти для обучения на медицинском факультете. Жаиро начал карьеру в клубе «Олимпик» из Барбасены.
В 1926 году Жаиро перешёл в клуб «Атлетико Минейро», где дебютировал 24 января в матче с «Сете де Сетембро» (2:2). В том же году он выиграл свой первый титул чемпиона штата Минас-Жерайс. 21 апреля Жаиро забил первый мяч за клуб, поразив ворота «Эспорте» (6:2). В «Атлетико» Жаиро вместе с Марио де Кастро и Саидом сформировал три нападения, которую прозвали «Чёртово трио» (Trio Maldito), за то что забили 459 голов в 99 матчах. Сам игрок провёл за клуб 90 матчей, в которых забил 99 голов, по другим данным 122 гола. Последний встречу за клуб форвард сыграл 6 августа 1933 года с «Палестрой Италией» (1:2).
В 1933 году Жаиро завершил карьеру футболиста, чтобы сосредоточиться на работе в медицине. В частности, он был первым директором медицинского департамента компании Novacap.

## Достижения
- Чемпион штата Минас-Жерайс: 1926, 1927, 1931, 1932

## Личная жизнь
Жаиро был женат на Иеде Синтии Коэльо.